# بينيتو إراولا تشافيز مونتينيغرو
بينيتو إراولا تشافيز مونتينيغرو هو سياسي مكسيكي، ولد في 2 يوليو 1947 في ولاية خاليسكو في المكسيك. نشط حزبياً في الحزب الثوري المؤسساتي. وقد انتخب عضو مجلس النواب المكسيك ‏.